# Мува (сазвежђе)
Мува (лат. Musca) је мало сазвежђе јужне хемисфере, једно од 88 савремених сазвежђа. Први га је увео холандски астроном Петар Планције у 16. веку под именом Muia, од грчког назива за муву. Име је одабрао због суседног сазвежђа Камелеон које је у тадашњим атласима приказивано као камелеон исплаженог језика, као да покушава да ухвати плен. Мува је једно време била позната и под називом Apis (Пчела), а средином 18. века ју је француски астроном Никола Луј де Лакај назвао Musca Australis (Јужна мува) како би избегао могућу забуну са суседним сазвежђем Рајска птица (Apus) као и са Северном мувом (Musca Borealis), данас опсолентним сазвежђем кога је чинило неколико звезда које су данас део Овна. Укидањем Северне муве уклоњен је и придев „јужни“ за ово сазвежђе и остао је само назив „Мува“.

## Звезде
Најсјајнија звезда овог сазвежђа је алфа Муве, плави субџин око 306 светлосних година удаљен од Сунца, променљива звезда класе .
На свега неколико светлосних година од алфе, налази се и бета Мушице, бинарни систем магнитуде 3,05 кога чине две звезде сличне величине. Делта Мушице је бинарни систем магнитуде 3,62 чија је примарна компонента наранџасти џин. Налази се на 91 светлосну годину од Сунца, нама најближа голим оком видљива звезда у овом сазвежђу.
Четврта најсјајнија звезда овог сазвежђа је ламбда Муве, бели џин магнитуде 3,64.
Nova Muscae 1991 је нова коју чине црна рупа и звезда пратилац која је снабдева материјалом.

## Објекти дубоког неба
У Муви се налази неколико  објеката. NGC 5189 је планетарна маглина карактеристична због свог S облика. Од Сунца је удаљена око 3000 светлосних година. NGC 4833 је релативно старо глобуларно јато које се налази на око 21 200 светлосних година од Сунца, а привидно у близини делте Муве.
Пешчаник је млада планетарна маглина 8000 светлосних година удаљена од Сунца.